# Port Lihou Island
Port Lihou Island, auch Yeta oder Yata genannt, ist eine unbewohnte australische Insel im Süden des Archipels der Torres-Strait-Inseln. Sie liegt in der Port Lihou-Bucht direkt vor der Südostküste von Prince-of-Wales Island, von dieser vollständig durch einen allerdings nur wenige Meter breiten Wasserlauf getrennt. Rund 400 Meter vor der Südwestküste liegt das wesentlich kleinere Packe Island.
Port Lihou Island, mit einer Länge von etwa 3,3 km und einer maximalen Breite von 1,8 km, ist dicht bewaldet. Die Insel gehört geographisch zur Gruppe der Thursday-Inseln und verwaltungstechnisch zu den Inner Islands, einer Inselregion im Verwaltungsbezirk Torres Shire von Queensland.